# Cruz de San Salvador de Fuentes
Het Cruz de San Salvador de Fuentes is een votief kruis (cruz votiva) dat werd gevonden in de Iglesia de San Salvador in Fuentes (Villaviciosa) in de Spaanse regio Asturië.
Dit kruis toont de luxe die werd gevonden in kerken die de christelijke koninkrijken van het noorden van Spanje gedurende de middeleeuwen hadden. De kerk uit de twaalfde eeuw ligt vijftig kilometer ten oosten van Oviedo, ooit de hoofdstad van het koninkrijk Asturië.
Het kruis werd in 1898 te koop aangeboden en kwam in verschillende handen terecht in onder andere Frankrijk en de Verenigde Staten. In 1917 werd het kruis door kunstverzamelaar John Pierpont Morgan geschonken aan het Metropolitan Museum of Art in New York waar het zich nog steeds bevindt. In 1993 werd het kruis voor de eerste maal tentoongesteld in Asturië op de expositie Orígenes, arte y cultura en Asturias, siglo VII-XV.

## Beschrijving
Het kruis, gemaakt door een edelsmid rond 1150-1175 is van gecoat hout met zilver bedekt en gedeeltelijk verguld en ingezet met camee sieraden en edelstenen. Het kruis meet 59,1 x 48,3 x 8,7 centimeter. Op de achterzijde staat de Latijnse inscriptie:
[EN HO] NORE: S [AN] C [T] I: SA / LVATORIS: SA / NCCIA: GVIDIS / ALVI: ME: FECIT— Sancha González, gemaakt ter ere van San Salvador
Naast het opschrift zijn er verschillende reliëfs: in het centrum het Lam Gods en aan de uiteinden van de armen van het kruis aan de achterzijde zijn de allegorische symbolen van de evangelisten te zien, een adelaar, een leeuw en een stier. Het vierde teken aan de onderzijde, een engel, ontbreekt. Aan de voorzijde, naast de gekruisigde Jezus bevinden zich figuren in reliëf van de Maagd Maria en de heilige Johannes en bovenaan van een engel.

## Details

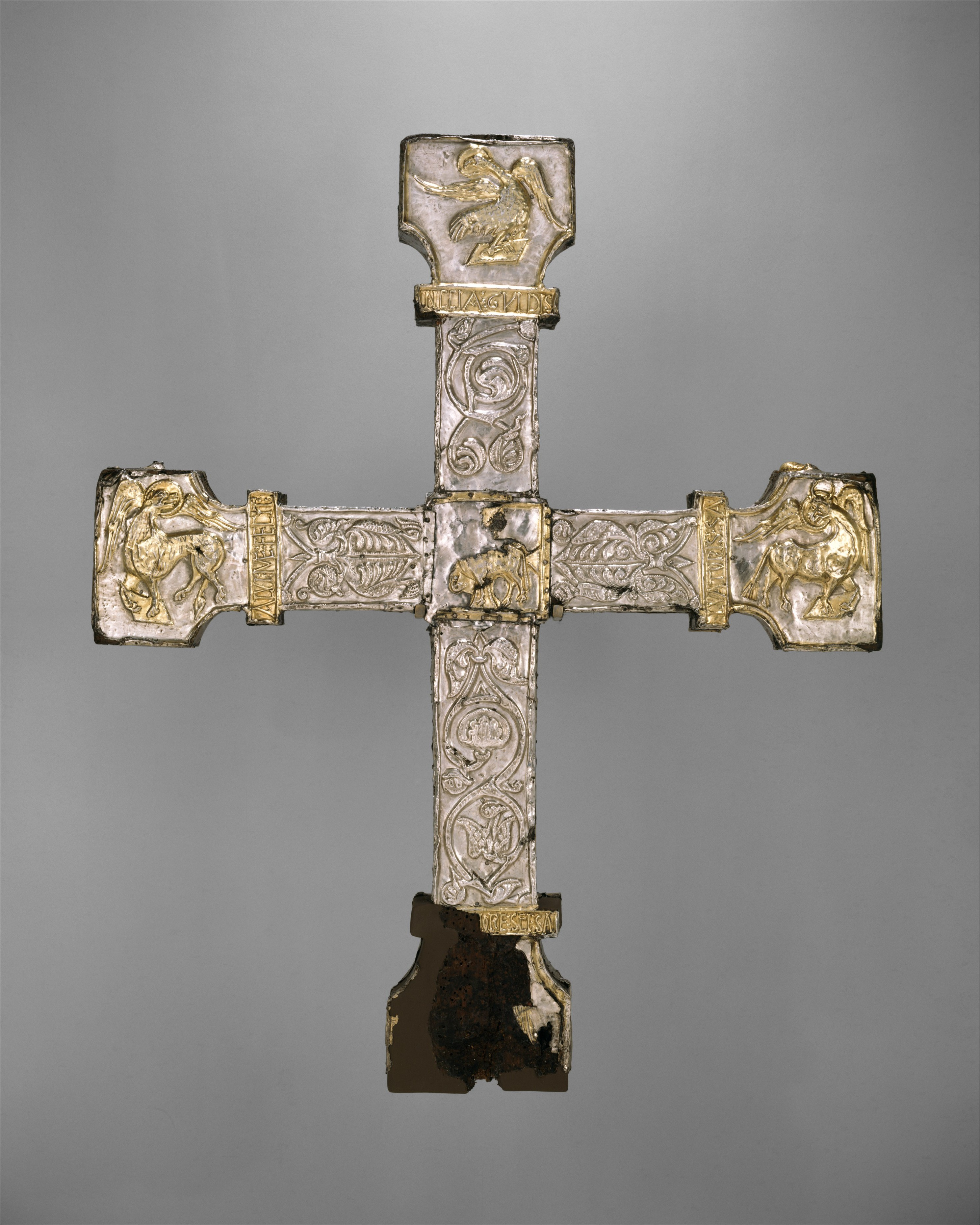
Achterzijde
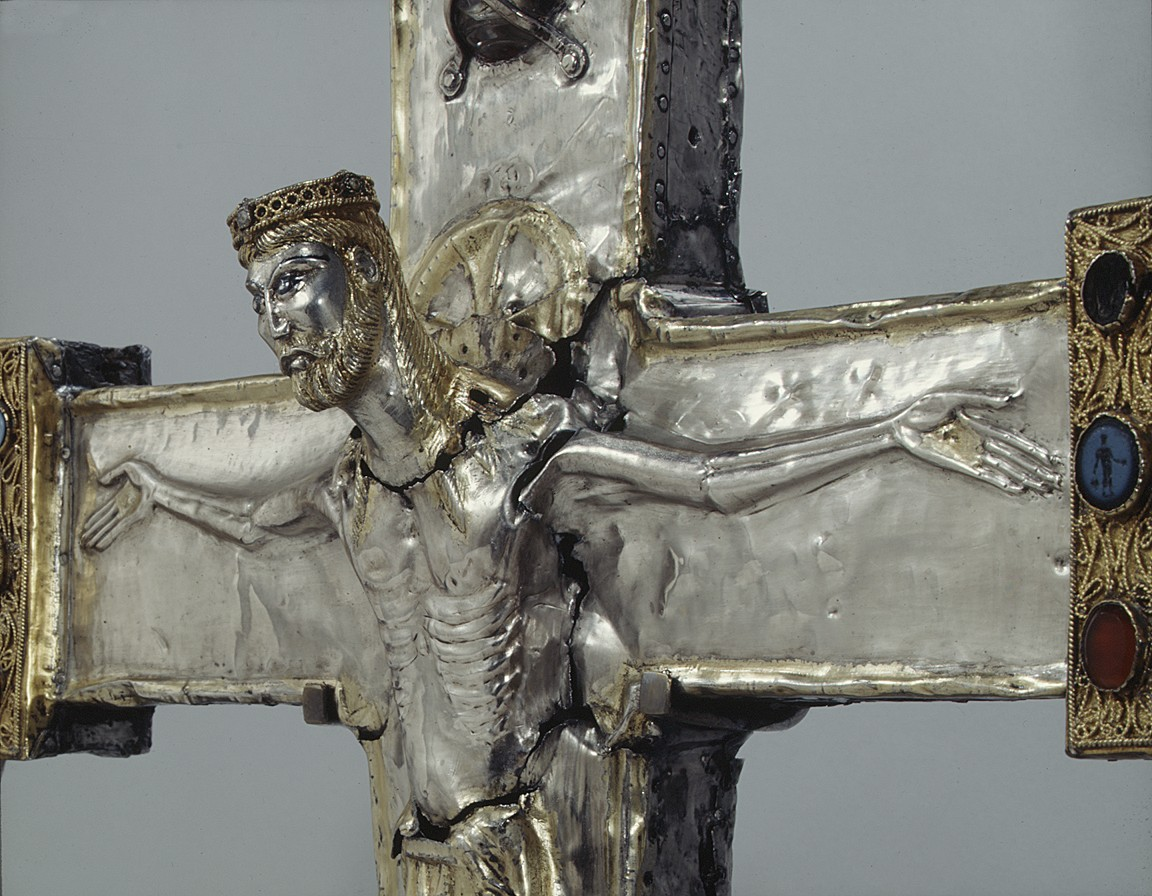
Detail van Christus
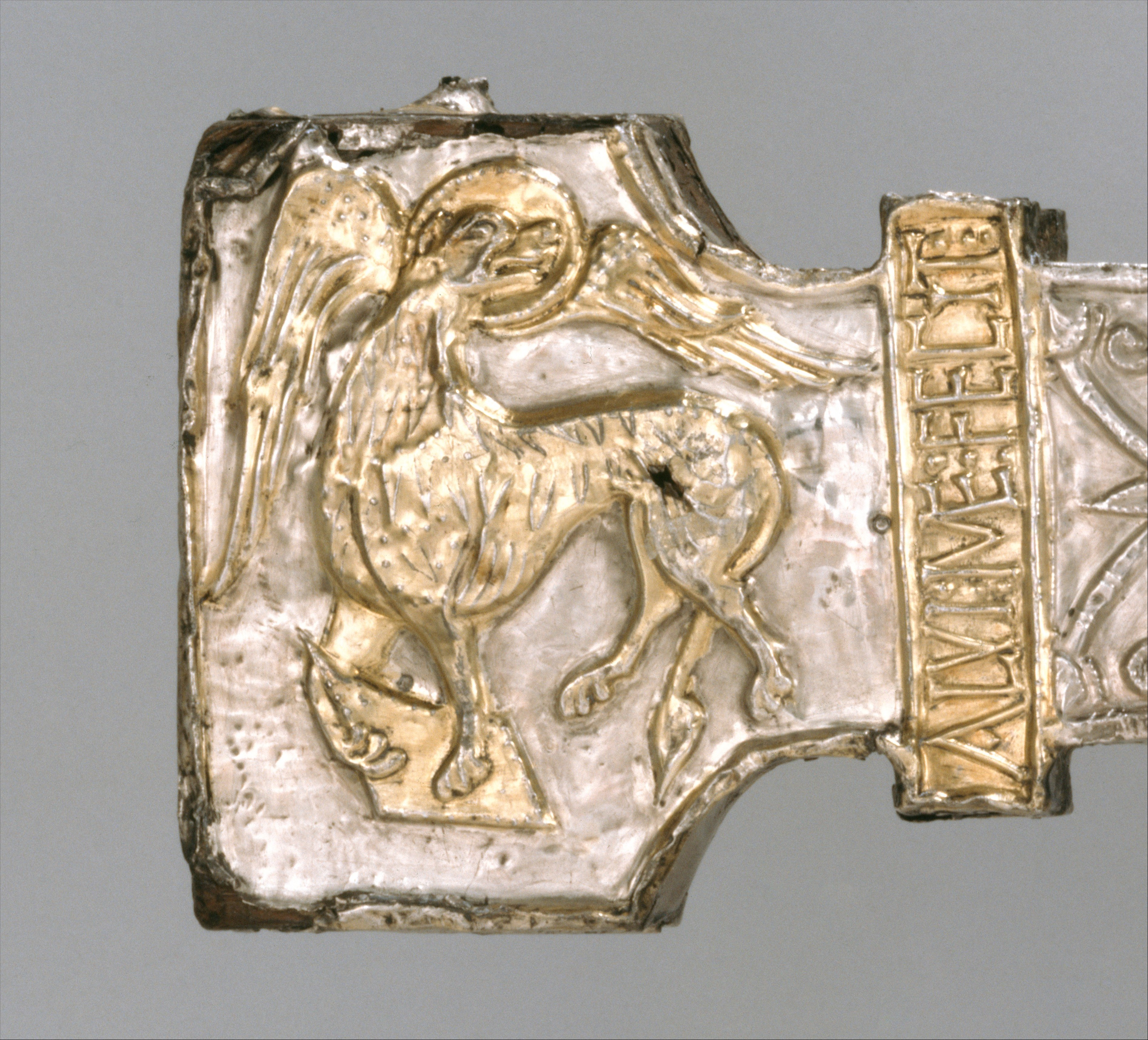
Detail achterzijde
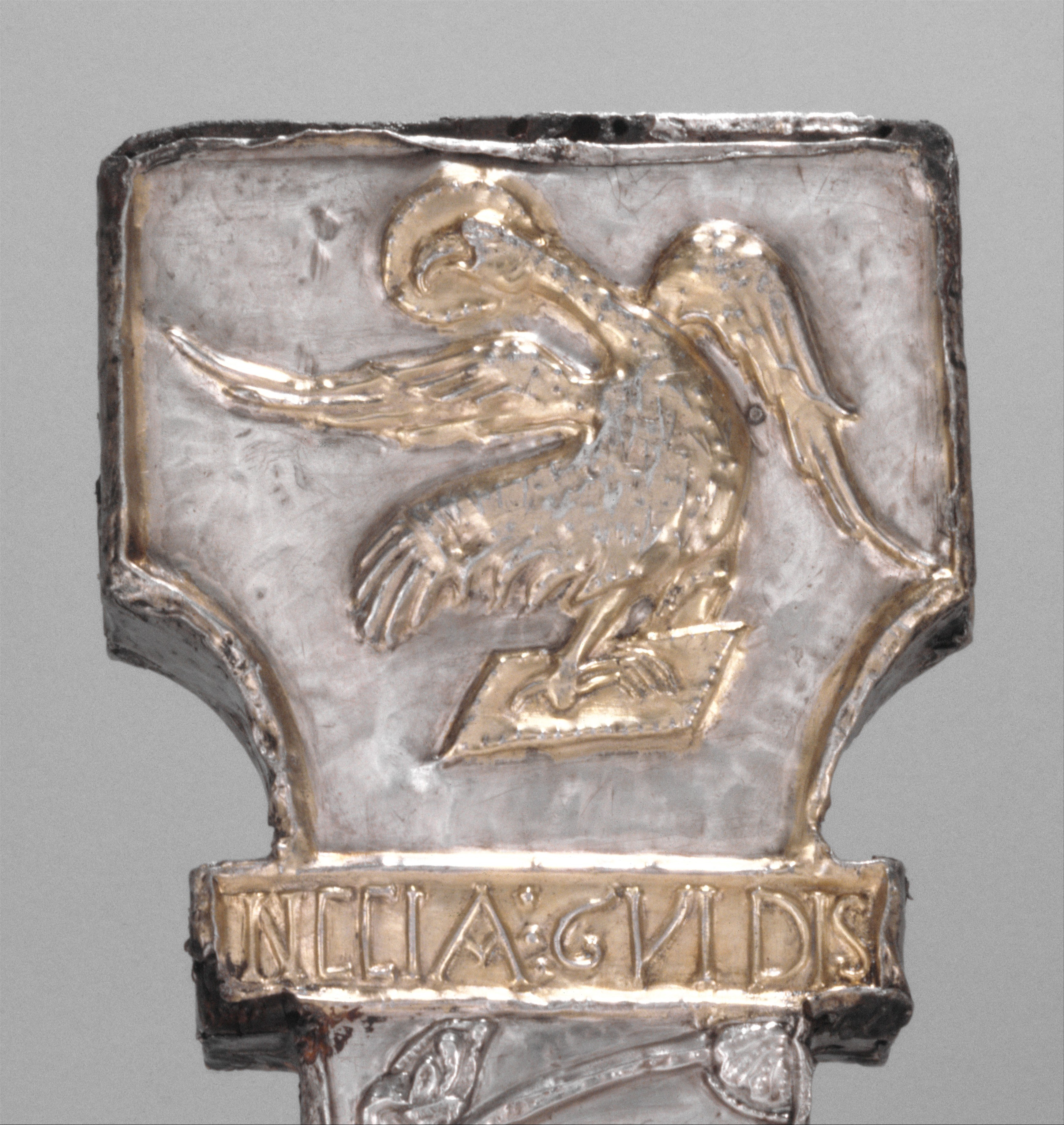
Detail achterzijde
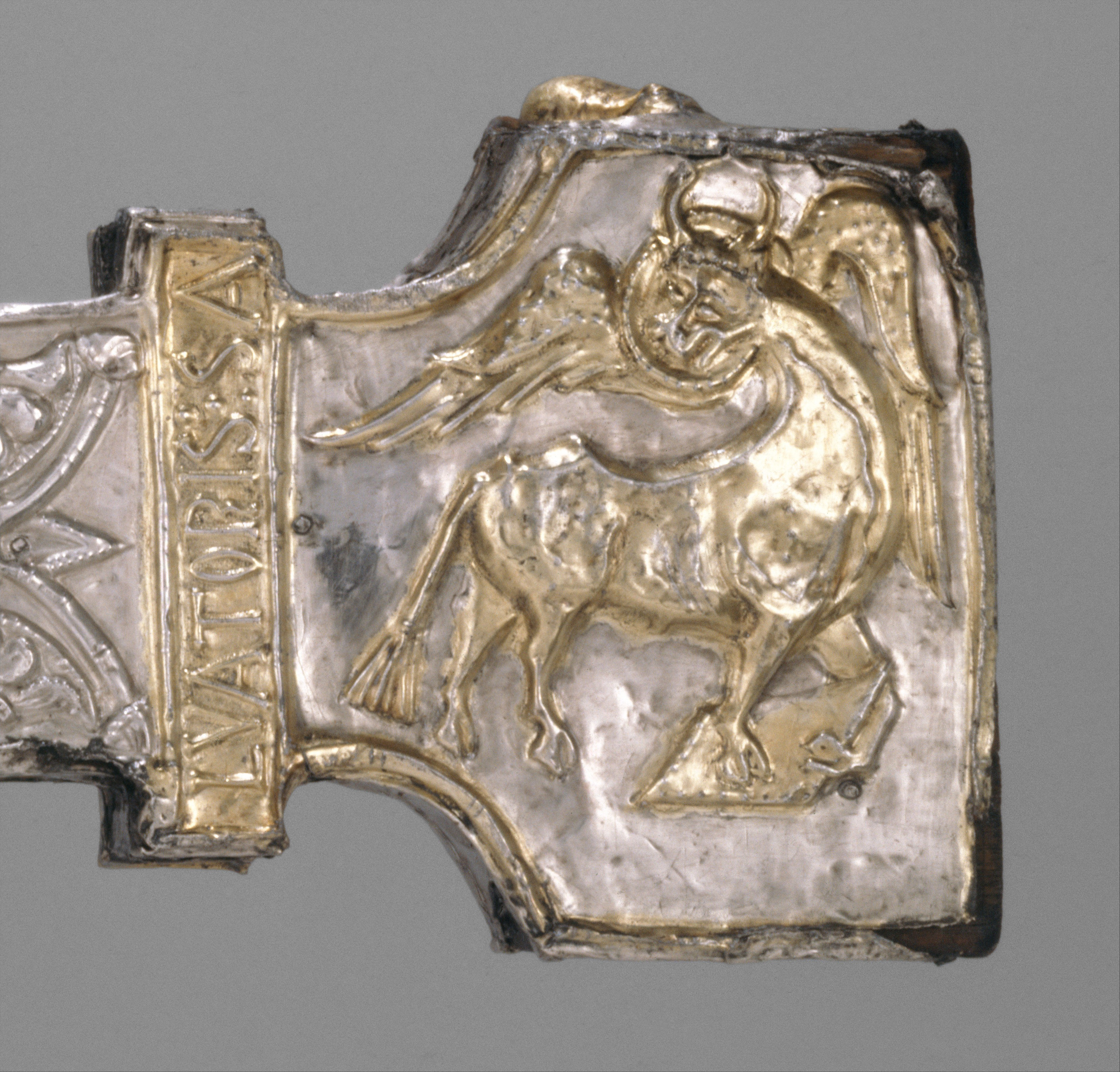
Detail achterzijde